# Australocytherideidae
Australocytherideidae is een familie van kreeftachtigen uit de klasse van de Ostracoda (mosselkreeftjes).

## Geslacht
- Australocytheridea McKenzie, 1967